# Molannodes ephialtes
Molannodes ephialtes är en nattsländeart som beskrevs av Malicky 2000. Molannodes ephialtes ingår i släktet Molannodes och familjen skivrörsnattsländor. Inga underarter finns listade i Catalogue of Life.